# Suecia en la Copa Mundial de Fútbol de 1970
La selección de Suecia fue uno de los 16 países participantes de la Copa Mundial de Fútbol de 1970, realizada en México. El seleccionado sueco clasificó gracias a que superó en el grupo 5, a las selecciones de Francia (que era la favorita del grupo y que venía de jugar la Copa Mundial de Inglaterra 1966) y Noruega.

## Clasificación

### Grupo 5

#### Tabla de posiciones
| Equipo  | Pts | PJ | PG | PE | PP | GF | GC | Dif |
| ------- | --- | -- | -- | -- | -- | -- | -- | --- |
| Suecia  | 6   | 4  | 3  | 0  | 1  | 12 | 5  | 7   |
| Francia | 4   | 4  | 2  | 0  | 2  | 6  | 4  | 2   |
| Noruega | 2   | 4  | 1  | 0  | 3  | 4  | 13 | -9  |

| Fecha                    | Lugar       | Partido | Partido            | Partido | Partido            | Partido |
| ------------------------ | ----------- | ------- | ------------------ | ------- | ------------------ | ------- |
| 9 de octubre de 1968     | Estocolmo   | Suecia  | Bandera de Suecia  | 5:0     | Bandera de Noruega | Noruega |
| 6 de noviembre de 1968   | Estrasburgo | Francia | Bandera de Francia | 0:1     | Bandera de Noruega | Noruega |
| 19 de junio de 1969      | Oslo        | Noruega | Bandera de Noruega | 2:5     | Bandera de Suecia  | Suecia  |
| 10 de septiembre de 1969 | Oslo        | Noruega | Bandera de Noruega | 1:3     | Bandera de Francia | Francia |
| 15 de octubre de 1969    | Estocolmo   | Suecia  | Bandera de Suecia  | 2:0     | Bandera de Francia | Francia |
| 1 de noviembre de 1969   | París       | Francia | Bandera de Francia | 3:0     | Bandera de Suecia  | Suecia  |

## Jugadores
| #  | Nombre              | Posición      | Edad | Club            |
| -- | ------------------- | ------------- | ---- | --------------- |
| 1  | Ronnie Hellström    | Portero       | 21   | Hammarby IF     |
| 2  | Hans Selander       | Defensor      | 25   | Helsingborgs IF |
| 3  | Kurt Axelsson       | Defensor      | 28   | Club Brujas     |
| 4  | Björn Nordqvist     | Defensor      | 27   | IFK Norrköping  |
| 5  | Roland Grip         | Defensor      | 29   | AIK Estocolmo   |
| 6  | Tommy Svensson      | Mediocampista | 25   | Östers          |
| 7  | Bo Larsson          | Mediocampista | 26   | Malmö FF        |
| 8  | Leif Eriksson       | Mediocampista | 28   | Örebro SK       |
| 9  | Ove Kindvall        | Mediocampista | 27   | Feyenoord       |
| 10 | Ove Grahn           | Mediocampista | 27   | Grasshopper     |
| 11 | Örjan Persson       | Mediocampista | 27   | Örgryte IS      |
| 12 | Sven-Gunnar Larsson | Portero       | 30   | Örebro SK       |
| 13 | Claes Cronqvist     | Mediocampista | 25   | Sporting Gijón  |
| 14 | Krister Kristensson | Defensor      | 27   | Malmö FF        |
| 15 | Leif Målberg        | Defensor      | 24   | IF Elfsborg     |
| 16 | Tomas Nordahl       | Delantero     | 24   | Örebro SK       |
| 17 | Ronney Pettersson   | Portero       | 30   | Djurgårdens IF  |
| 18 | Tom Turesson        | Delantero     | 28   | Hammarby IF     |
| 19 | Göran Nicklasson    | Mediocampista | 27   | IFK Göteborg    |
| 20 | Jan Olsson          | Defensor      | 26   | GAIS Göteborg   |
| 21 | Inge Ejderstedt     | Delantero     | 23   | Östers IF       |
| 22 | Sten Pålsson        | Mediocampista | 24   | GAIS Göteborg   |
| DT | Orvar Bergmark      |               |      |                 |

## Participación

### Grupo 2
| Equipo  | Pts | PJ | PG | PE | PP | GF | GC | Dif |
| ------- | --- | -- | -- | -- | -- | -- | -- | --- |
| Italia  | 4   | 3  | 1  | 2  | 0  | 1  | 0  | 1   |
| Uruguay | 3   | 3  | 1  | 1  | 1  | 2  | 1  | 1   |
| Suecia  | 3   | 3  | 1  | 1  | 1  | 2  | 2  | 0   |
| Israel  | 2   | 3  | 0  | 2  | 1  | 1  | 3  | -2  |

#### Contra Italia
| 3 de junio de 1970, 16:00 | Italia         | 1:0 (1:0) | Suecia | Estadio Luis Dosal, Toluca                                           |                                                                      |
|                           | Domenghini 10' | Reporte   |        | Asistencia: 13.433 espectadores Árbitro(s): Jack Taylor (Inglaterra) | Asistencia: 13.433 espectadores Árbitro(s): Jack Taylor (Inglaterra) |

| 1  | PO | Enrico Albertosi     |     |
| 2  | DF | Tarcisio Burgnich    |     |
| 3  | DF | Giacinto Facchetti   |     |
| 5  | DF | Pierluigi Cera       |     |
| 7  | DF | Comunardo Niccolai   | 37' |
| 10 | MC | Mario Bertini        |     |
| 15 | MC | Sandro Mazzola       |     |
| 16 | MC | Giancarlo De Sisti   |     |
| 11 | DE | Luigi Riva           |     |
| 13 | DE | Angelo Domenghini    |     |
| 20 | DE | Roberto Boninsegna   |     |
| DT | DT | Ferruccio Valcareggi |     |

| 1  | PO | Ronnie Hellström |     |
| 3  | DF | Kurt Axelsson    |     |
| 4  | DF | Björn Nordqvist  |     |
| 5  | DF | Roland Grip      |     |
| 20 | DF | Jan Olsson       |     |
| 6  | MC | Tommy Svensson   |     |
| 7  | MC | Bo Larsson       | 80' |
| 8  | MC | Leif Eriksson    | 68' |
| 9  | DE | Ove Kindvall     |     |
| 10 | DE | Ove Grahn        |     |
| 13 | DE | Claes Cronqvist  |     |
| DT | DT | Orvar Bergmark   |     |

| 8 | DF | Roberto Rosato | 37' |

| 19 | MC | Göran Nicklasson | 80' |
| 21 | MC | Inge Ejderstedt  | 68' |

| Anotado | 10' | Angelo Domenghini |

|  |

|  |

| Amonestado | 56' | Claes Cronqvist |

| Árbitro             | Jack Taylor     |
| Árbitros asistentes | Rudolf Scheurer |
| Árbitros asistentes | Ali Kandil      |

| 1  | PO | Enrico Albertosi     |     |
| 2  | DF | Tarcisio Burgnich    |     |
| 3  | DF | Giacinto Facchetti   |     |
| 5  | DF | Pierluigi Cera       |     |
| 7  | DF | Comunardo Niccolai   | 37' |
| 10 | MC | Mario Bertini        |     |
| 15 | MC | Sandro Mazzola       |     |
| 16 | MC | Giancarlo De Sisti   |     |
| 11 | DE | Luigi Riva           |     |
| 13 | DE | Angelo Domenghini    |     |
| 20 | DE | Roberto Boninsegna   |     |
| DT | DT | Ferruccio Valcareggi |     |

| 1  | PO | Ronnie Hellström |     |
| 3  | DF | Kurt Axelsson    |     |
| 4  | DF | Björn Nordqvist  |     |
| 5  | DF | Roland Grip      |     |
| 20 | DF | Jan Olsson       |     |
| 6  | MC | Tommy Svensson   |     |
| 7  | MC | Bo Larsson       | 80' |
| 8  | MC | Leif Eriksson    | 68' |
| 9  | DE | Ove Kindvall     |     |
| 10 | DE | Ove Grahn        |     |
| 13 | DE | Claes Cronqvist  |     |
| DT | DT | Orvar Bergmark   |     |

| 8 | DF | Roberto Rosato | 37' |

| 19 | MC | Göran Nicklasson | 80' |
| 21 | MC | Inge Ejderstedt  | 68' |

| Anotado | 10' | Angelo Domenghini |

|  |

|  |

| Amonestado | 56' | Claes Cronqvist |

| Árbitro             | Jack Taylor     |
| Árbitros asistentes | Rudolf Scheurer |
| Árbitros asistentes | Ali Kandil      |

#### Contra Israel
| 7 de junio de 1970, 12:00 | Suecia       | 1:1 (0:0) | Israel       | Estadio Luis Dosal, Toluca                                           |                                                                      |
|                           | Turesson 53' | Reporte   | Spiegler 56' | Asistencia: 9.624 espectadores Árbitro(s): Seyoum Tarekegn (Etiopía) | Asistencia: 9.624 espectadores Árbitro(s): Seyoum Tarekegn (Etiopía) |

| 12 | PO | Sven-Gunnar Larsson |     |
| 2  | DF | Hans Selander       |     |
| 3  | DF | Kurt Axelsson       |     |
| 5  | DF | Jan Olsson          |     |
| 20 | DF | Roland Grip         |     |
| 6  | MC | Tommy Svensson      |     |
| 7  | MC | Bo Larsson          |     |
| 11 | MC | Örjan Persson       | 75' |
| 16 | MC | Thomas Nordahl      |     |
| 9  | DE | Ove Kindvall        |     |
| 18 | DE | Tom Turesson        |     |
| DT | DT | Orvar Bergmark      |     |

| 1  | PO | Itzhak Vissoker      |     |
| 2  | DF | Shraga Bar           |     |
| 4  | DF | David Primo          |     |
| 5  | DF | Zvi Rosen            |     |
| 6  | DF | Shmuel Rosenthal     |     |
| 12 | DF | Yisha'ayahu Schwager |     |
| 16 | DF | Yochanan Vollach     | 51' |
| 7  | MC | Itzhak Shum          |     |
| 8  | MC | Giora Spiegel        |     |
| 9  | DE | Yehoshua Feigenbaum  |     |
| 10 | DE | Mordejai Spiegler    |     |
| DT | DT | Emmanuel Scheffer    |     |

| 22 | MC | Sten Pålsson | 75' |

| 19 | DF | Roni Shuruk | 51' |

| Anotado | 53' | Tom Turesson |

| Anotado | 56' | Mordejai Spiegler |

| Amonestado | 72' | Örjan Persson |

| Amonestado | 38' | Shraga Bar  |
| Amonestado | 89' | David Primo |

| Árbitro             | Seyoum Tarekegn    |
| Árbitros asistentes | Andrei Rădulescu   |
| Árbitros asistentes | Josip-Drago Horvat |

| 12 | PO | Sven-Gunnar Larsson |     |
| 2  | DF | Hans Selander       |     |
| 3  | DF | Kurt Axelsson       |     |
| 5  | DF | Jan Olsson          |     |
| 20 | DF | Roland Grip         |     |
| 6  | MC | Tommy Svensson      |     |
| 7  | MC | Bo Larsson          |     |
| 11 | MC | Örjan Persson       | 75' |
| 16 | MC | Thomas Nordahl      |     |
| 9  | DE | Ove Kindvall        |     |
| 18 | DE | Tom Turesson        |     |
| DT | DT | Orvar Bergmark      |     |

| 1  | PO | Itzhak Vissoker      |     |
| 2  | DF | Shraga Bar           |     |
| 4  | DF | David Primo          |     |
| 5  | DF | Zvi Rosen            |     |
| 6  | DF | Shmuel Rosenthal     |     |
| 12 | DF | Yisha'ayahu Schwager |     |
| 16 | DF | Yochanan Vollach     | 51' |
| 7  | MC | Itzhak Shum          |     |
| 8  | MC | Giora Spiegel        |     |
| 9  | DE | Yehoshua Feigenbaum  |     |
| 10 | DE | Mordejai Spiegler    |     |
| DT | DT | Emmanuel Scheffer    |     |

| 22 | MC | Sten Pålsson | 75' |

| 19 | DF | Roni Shuruk | 51' |

| Anotado | 53' | Tom Turesson |

| Anotado | 56' | Mordejai Spiegler |

| Amonestado | 72' | Örjan Persson |

| Amonestado | 38' | Shraga Bar  |
| Amonestado | 89' | David Primo |

| Árbitro             | Seyoum Tarekegn    |
| Árbitros asistentes | Andrei Rădulescu   |
| Árbitros asistentes | Josip-Drago Horvat |

#### Contra Uruguay
| 10 de junio de 1970, 16:00 | Suecia    | 1:0 (0:0) | Uruguay | Estadio Cuauhtémoc, Puebla                                                  |                                                                             |
|                            | Grahn 90' | Reporte   |         | Asistencia: 18.163 espectadores Árbitro(s): Henry Landauer (Estados Unidos) | Asistencia: 18.163 espectadores Árbitro(s): Henry Landauer (Estados Unidos) |

| 12 | PO | Sven-Gunnar Larsson |     |
| 2  | DF | Hans Selander       |     |
| 3  | DF | Kurt Axelsson       |     |
| 4  | DF | Björn Nordqvist     |     |
| 5  | DF | Roland Grip         |     |
| 6  | MC | Tommy Svensson      |     |
| 7  | MC | Bo Larsson          |     |
| 8  | MC | Leif Eriksson       |     |
| 11 | MC | Örjan Persson       |     |
| 19 | MC | Göran Nicklasson    | 84' |
| 9  | DE | Ove Kindvall        | 58' |
| DT | DT | Orvar Bergmark      |     |

| 1  | PO | Ladislao Mazurkiewicz  |     |
| 2  | DF | Atilio Ancheta         |     |
| 3  | DF | Roberto Matosas        |     |
| 4  | DF | Luis Ubiña             |     |
| 6  | DF | Juan Mujica            |     |
| 5  | MC | Julio Montero Castillo |     |
| 9  | MC | Víctor Espárrago       | 61' |
| 10 | MC | Ildo Maneiro           |     |
| 20 | MC | Julio César Cortés     |     |
| 19 | DE | Oscar Zubía            |     |
| 21 | DE | Julio Losada           |     |
| DT | DT | Juan Hohberg           |     |

| 10 | MC | Ove Grahn    | 84' |
| 18 | DE | Tom Turesson | 58' |

| 15 | MC | Dagoberto Fontes | 61' |

| Anotado | 90' | Ove Grahn |

|  |

| Árbitro             | Henry Landauer   |
| Árbitros asistentes | Jack Taylor      |
| Árbitros asistentes | Andrei Rădulescu |

| 12 | PO | Sven-Gunnar Larsson |     |
| 2  | DF | Hans Selander       |     |
| 3  | DF | Kurt Axelsson       |     |
| 4  | DF | Björn Nordqvist     |     |
| 5  | DF | Roland Grip         |     |
| 6  | MC | Tommy Svensson      |     |
| 7  | MC | Bo Larsson          |     |
| 8  | MC | Leif Eriksson       |     |
| 11 | MC | Örjan Persson       |     |
| 19 | MC | Göran Nicklasson    | 84' |
| 9  | DE | Ove Kindvall        | 58' |
| DT | DT | Orvar Bergmark      |     |

| 1  | PO | Ladislao Mazurkiewicz  |     |
| 2  | DF | Atilio Ancheta         |     |
| 3  | DF | Roberto Matosas        |     |
| 4  | DF | Luis Ubiña             |     |
| 6  | DF | Juan Mujica            |     |
| 5  | MC | Julio Montero Castillo |     |
| 9  | MC | Víctor Espárrago       | 61' |
| 10 | MC | Ildo Maneiro           |     |
| 20 | MC | Julio César Cortés     |     |
| 19 | DE | Oscar Zubía            |     |
| 21 | DE | Julio Losada           |     |
| DT | DT | Juan Hohberg           |     |

| 10 | MC | Ove Grahn    | 84' |
| 18 | DE | Tom Turesson | 58' |

| 15 | MC | Dagoberto Fontes | 61' |

| Anotado | 90' | Ove Grahn |

|  |

| Árbitro             | Henry Landauer   |
| Árbitros asistentes | Jack Taylor      |
| Árbitros asistentes | Andrei Rădulescu |